# つまりぬき24
有限会社つまりぬきにじゅうよん（英文名称Tsumarinuki24）は、主として集合住宅の、給水設備や排水設備のメンテナンスを中心に行っていた特例有限会社。「つまりぬき24」の名称で知られるが、正式な社名は平仮名表記である。トルネード工法によりISO認証を取得していた。
2010年2月2回目の不渡りを出して以降、電話が一切接続されず一方的に連絡不能となったが、それに関する公告は一切ない。

## 主な業務
- 給排水設備メンテナンス
  - 排水管ライニング工法「T24-SLトルネード」

劣化した排水管を乾燥させたのち研磨し、管内面にプライマー剤を塗布。エポキシ樹脂を主体としたライニング剤で塗膜を形成する。作業は負圧下で行われ、基本的に1日で完了する。
  - 排水管ライニング工法「T24-SLシリンダー」
  - 給湯管ライニング工法「T24-SLコッパー」
  - 給水管ライニング工法「T24-SLリニュート」
  - 貯水槽リニューアル工事
- 住宅機器メンテナンス
- 防災設備の設置およびメンテナンス
- 住宅リフォーム工事

## 沿革
- 1983年 3月 - 名古屋市名東区小池町にて、配管清掃を行う個人企業「つまりぬき24」創業。
- 1991年10月 - 法人化、有限会社「つまりぬきにじゅうよん」設立。
- 1996年10月 - 一般建設業許可取得
- 2004年 8月 - 東京営業所・大阪営業所開設
- 2007年 5月 - ISO14001:2004 認証取得
- 2007年10月 - ISO9001:2000 認証取得
- 2008年 4月 - 名古屋市名東区本郷に、施設『つまりぬき24 人財育成塾』を開設
- 2009年11月 - 1回目の不渡りを出す（30日）
- 2010年 1月 - 大多数の社員を解雇（20日）
- 2010年 2月 - 2回目の不渡りを出す（1日）
- 2010年 2月 - 社員を全員解雇し、会社としての実体がなくなる（2日）

## その他
- テレビCMには武田鉄矢を起用していた。